# Petrus van Suyren
Petrus van Suyren, ook Petrus van Zuyren (circa 1503 - 1563) was abt van het Norbertijner klooster Mariënweerd nabij Beesd in Gelderland.

## Biografische aantekeningen
Van Suyren was afkomstig uit Zutphen. Voordat hij abt van Mariënweerd werd was hij provoost van het klooster van Kessel en pastoor te Schiedam. Van Suyren had als abt een grote belangstelling voor kunstzinnige zaken op religieus terrein. Hij kocht en verzamelde kunstschatten voor zijn abdij in Beesd. Hij kwam al vroeg in aanraking met de kunstschilder Anthonis Mor van Dashorst, die al voordat hij hofschilder zou worden, in opdracht van Van Suyren een altaarstuk, een drieluik, schilderde voor Mariënweerd. Hij liet de Utrechtse orgelmaker Cornelis Gerits twee orgels maken voor de kloosterkapel en voor de abdijkerk. Colijn de Nole uit Kamerik kreeg de opdracht van hem voor het maken van een sacramentshuis.
In 1561 schonk Van Suyren een van de nieuwe glazen aan de Goudse Sint-Janskerk. Het betreft de voorstelling van de twaalfjarige Jezus in de tempel. Het glas werd ontworpen door Lambert van Noort en gemaakt door de glazeniers Digman Meynaert en zijn neef Hans Scrivers. Op de onderzijde staat Van Suyren als schenker van het glas aan de linkerzijde afgebeeld. Zijn rijk van juwelen voorziene mijter ligt naast hem op de grond. Linksachter hem staat Petrus met de sleutel in de hand. Onder de knielende Van Suyren staat zijn motto "Virtus per arumnas" ("Deugd door zware arbeid", of "Deugd door moeiten"). Aan de rechterzijde van het glas zit Maria met Jezus op schoot. Achter hen een zittend duiveltje. Het portret van Van Suyren is gemaakt naar een tekening van Wouter Crabeth, die hem in Mariënweerd portretteerde. Een viertal pogingen van de Goudse kerkmeesters om Van Suyren te herinneren aan zijn belofte om de kosten van het maken van het glas te voldoen bleven zonder enig resultaat. Twee pogingen werden ondernomen toen Van Suyren nog leefde. Ook na zijn overlijden probeerden de kerkmeesters nog tweemaal om de toegezegde gelden te incasseren. Hoewel hij dus op het glas als schenker staat afgebeeld kwamen de kosten in werkelijkheid voor rekening van de Sint-Janskerk.
In 1561 legde Van Suyren zijn functie als kloosterabt neer. Hij trok zich terug in Zaltbommel, waar hij al een woning bezat en waar hij samen met vriendin en een dochter leefde. Hij overleed in 1563. Op zijn grafzerk in Beesd staan dezelfde wapens afgebeeld als op de linkerzijde van het door hem geschonken glas aan de Sint-Janskerk.

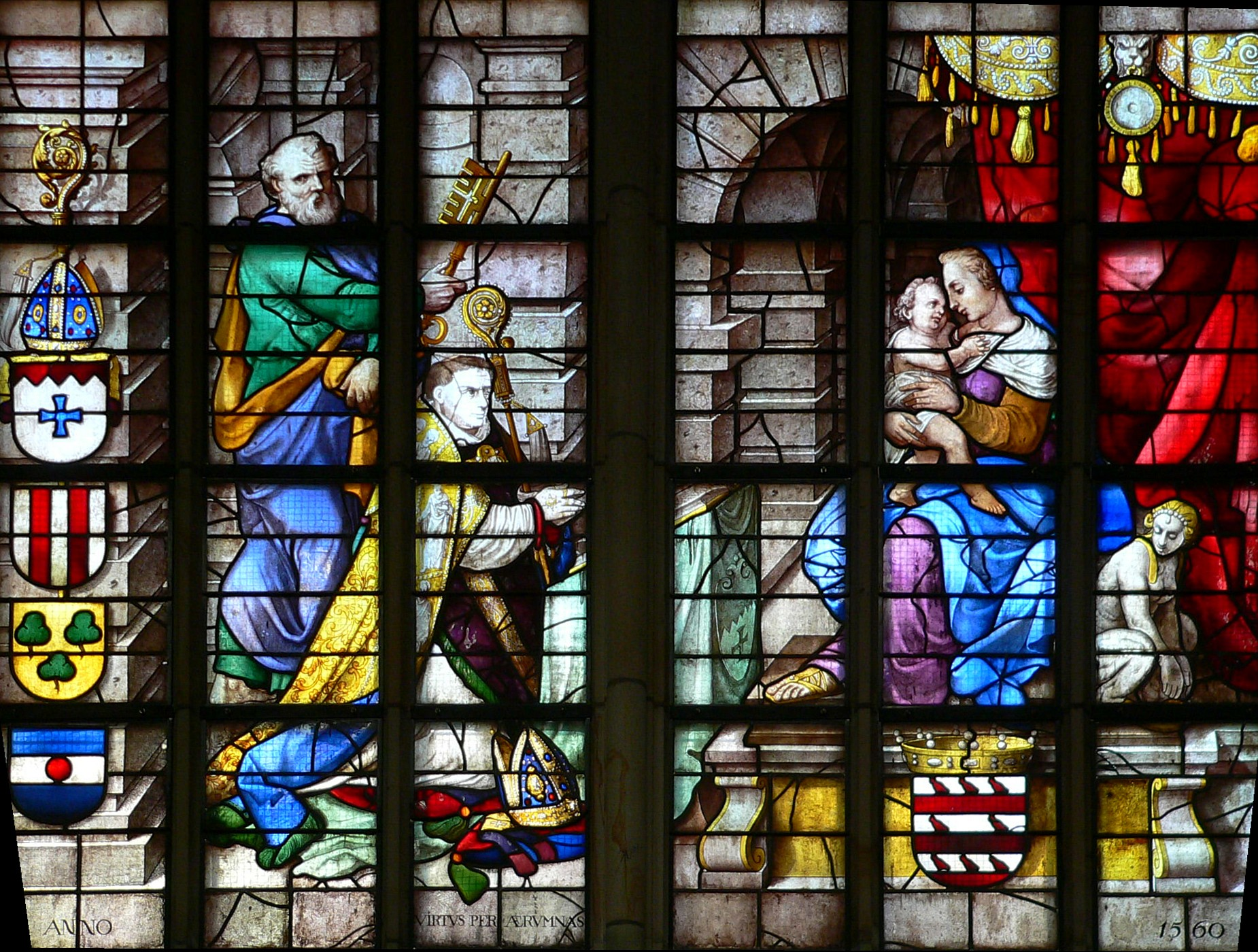
Van Suyren knielend voor Maria en Jezus, afgebeeld op één der Goudse glazen